# Dalerpeel (natuurgebied)
De Dalerpeel is een hoogveenachtig natuurgebied in de Drentse gemeente Coevorden.

## Ligging en omgeving
De Dalerpeel ligt iets westelijk van het gelijknamige dorp. Het gebied werd in 1974 aangekocht door Het Drentse Landschap en bestaat uit enkele afzonderlijke, maar in elkaars buurt gelegen complexen. Ook oostelijk van het dorp liggen enkele veenrestanten (De Witten en Berkveld) die eigendom zijn van het Staatsbosbeheer.

## Geschiedenis
De naam Dalerpeel voor het dorp zowel als het natuurgebied verwijst naar de activiteiten van ontstond bij grootschalige ontginning van het Veenhuizerveen door de Griendtsveen Maatschappij na de aanleg van het Kanaal Coevorden-Zwinderen (1935-1938). De maatschappij was ook bezig met de ontginning van De Peel in Limburg; daardoor kreeg de nederzetting de naam Dalerpeel.
De Dalerpeel betreft een kleine, maar erg karakteristieke rest van de ooit erg uitgestrekte Drentse veengebieden. Opmerkelijk is dat alle stadia en elementen van turfwinning en ontginning in Dalerpeel op korte afstand van elkaar te zien zijn, zoals veenputten en wijken. De Dalerpeel wordt daarom wel gezien als een monument voor de Drentse vervenings- en ontginningsgeschiedenis. Het gebied is ook markant omdat hier 5 grote ontginningsgebieden -elk met hun kavelstructuur op een andere windrichting georiënteerd- elkaar ontmoeten.

## Flora en fauna
Het gebied is te klein en doorsneden met sloten om goede kansen te kunnen bieden voor herstel van het hoogveen, maar enkele kleinschalige veenputten bieden nog enige leefruimte aan de oorspronkelijke plantengroei. Tussen de veenmossen groeien onder meer dophei, veenpluis, kleine en ronde zonnedauw en blauwe zegge. In Dalerpeel heeft men 77 soorten broedvogels geteld. Opvallende trekvogels in het waterrijke zuidwestelijke deelgebied Scheerse Veld zijn eendensoorten zoals wilde eend en wintertaling, brilduikers en tafeleenden. Grote aantallen graspiepers gebruiken dit gebied tijdens de trek als slaapplaats. In het gebied komen verder veel soorten libellen en juffers voor (o.a. koraaljuffer), vlinders als het hier erg talrijke heideblauwtje en de moerassprinkhaan.

## Beheer
Om het gebied weids en open te houden en een gevarieerde, vochtige veen- en heidevegetatie te ontwikkelen wordt het gebied begraasd door Schotse hooglandrunderen. Soms komt een kudde Veluwse landgeiten op bezoek. Rondom het reservaat heeft men smalle buffergebieden aangelegd om de verdroging te beperken. Een deel van het beheer wordt uitgevoerd door een vrijwilligersgroep uit het dorp Dalerpeel.

## Toegankelijkheid
In een van de deelgebieden is een wandelroute uitgezet. Ook is veel van de Dalerpeel te overzien vanaf de openbare wegen die het gebied doorsnijden. Het venige gebied is overigens moeilijk toegankelijk.